# Steve Pickell
Stephen „Steve“ John Pickell (* 11. August 1957 in Vancouver, British Columbia) ist ein ehemaliger kanadischer Schwimmer. Er gewann eine Silbermedaille bei Olympischen Spielen, eine Silber- und eine Bronzemedaille bei Panamerikanischen Spielen sowie eine Gold- und eine Silbermedaille bei Commonwealth Games.

## Sportliche Karriere
Pickell lernte im Alter von acht Jahren Schwimmen und begann 1968 mit dem Schwimmsport. Bis zu seinem Studium schwamm er für die Pacific Dolphins in Vancouver.
1973 wurden in Belgrad die ersten Weltmeisterschaften ausgetragen. Pickell schied über 100 und 200 Meter Rücken im Vorlauf aus. 1974 bei den Commonwealth Games in Christchurch trat Pickell in drei Disziplinen an und erkämpfte zwei Medaillen. Über 100 Meter Freistil schied er im Vorlauf aus. Über 100 Meter Rücken gewann er die Silbermedaille hinter dem Australier Mark Tonelli. Die kanadische Lagenstaffel mit Steve Pickell, Bill Mahony, Brian Phillips und Bruce Robertson siegte vor den Australiern und den Engländern. Bei den Weltmeisterschaften 1975 in Cali schied Pickell über 200 Meter Rücken und über 200 Meter Lagen im Vorlauf aus. Über 100 Meter Rücken belegte er den fünften Platz. Die 4-mal-200-Meter-Freistilstaffel mit Jim Fowlie, John van Buren, Bruce Robertson und Steve Pickell erreichte den sechsten Platz. Die 4-mal-100-Meter-Lagenstaffel Steve Pickell, Graham Smith, Bruce Robertson und Bob Kasting kam auf den vierten Platz
Bei den Olympischen Spielen in Montreal erreichte Steve Pickell über 100 Meter Rücken als einziger Kanadier das Halbfinale und belegte den 10. Platz. Über 100 Meter Schmetterling schwamm Clay Evans ins Finale. Pickell wurde 11. und Bruce Robertson 12. Die kanadische 4-mal-200-Meter-Freistilstaffel mit Steve Badger, Bill Sawchuk, Steve Pickell und James Hett wurde im Vorlauf disqualifiziert, nachdem Pickell zu früh ins Wasser gesprungen war. Die kanadische Lagenstaffel mit Steve Pickell, Graham Smith, Bruce Robertson und Gary MacDonald erreichte das Finale mit der zweitschnellsten Vorlaufzeit. Im Endlauf siegte die Staffel aus den Vereinigten Staaten vor der kanadischen Staffel mit Pickell, Smith, Clay Evans und MacDonald. Entsprechend den bis 1980 gültigen Regeln erhielt Robertson für seinen Einsatz im Vorlauf keine Medaille. Schließlich erreichten über 100 Meter Freistil Steve Pickell und Gary MacDonald das Halbfinale, verfehlten aber als 11. und 13. des Halbfinales die Finalteilnahme. Die Commonwealth Games 1978 verpasste Pickell wegen einer Verletzung. 1979 bei den Panamerikanischen Spielen in San Juan siegte über 100 Meter Rücken Bob Jackson aus den Vereinigten Staaten vor dem Brasilianer Rômulo Arantes, dahinter erschwamm Pickell die Bronzemedaille. Steve Pickell, Graham Smith, Dan Thompson und Bill Sawchuk gewannen in der Lagenstaffel die Silbermedaille hinter dem Quartett aus den Vereinigten Staaten. Steve Pickell wurde auch für die Olympiamannschaft 1980 nominiert. Wegen des Olympiaboykotts nahm Kanada aber nicht an den Olympischen Spielen in Moskau teil.
Steve Pickell studierte ab 1976 an der University of Southern California. Nach seiner Graduierung arbeitete er in der Versicherungsbranche.